# Jean Servais Stas

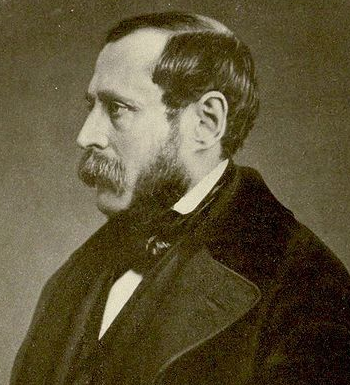
Jean Servais Stas

Jean Servais Stas (* 21. August 1813 in Löwen, seinerzeit Frankreich; † 13. Dezember 1891 in Brüssel, Belgien) war ein belgischer Chemiker. Er führte erstmals exakte Messungen der Atommasse, unter anderem des Kohlenstoffs durch.

## Leben und Wirken
Stas war von seiner Ausbildung her Mediziner. 1837 ging er nach Paris an die École polytechnique, um als Assistent des französischen Chemikers Jean Baptiste Dumas zu arbeiten. Zwischen 1840 und 1869 war Stas Professor an der École Royale Militaire in Brüssel. Hier beriet er die belgische Regierung auch in militärischen Fragen.
In dieser Zeit wies Stas erstmals nach, dass Nicotin bei einem Mord als Gift eingesetzt worden war, wodurch der Fall des durch Hippolyte Visart de Bocarmé ermordeten Gustave Fougnies in die Kriminalgeschichte einging. Seine Schrift „Gerichtsmedizinische Untersuchungen über das Nikotin“ ist ein frühes Werk der modernen Toxikologie. Seine analytischen Arbeiten bilden die Grundlage für den nach ihm und dem deutschen Chemiker Friedrich Julius Otto benannten Stas-Otto-Trennungsgang in der pharmazeutischen Analytik.
Schon während seiner Pariser Zeit als Assistent Dumas’ führte er Messungen der Atommassen aus – unter anderem erstmals die genaue Atommasse des Kohlenstoffs –, die er später präzisierte und auf viele chemische Elemente ausdehnte. Dabei nahm er den Sauerstoff = 16 als Bezugspunkt. Seine Messungen bestätigten nicht die lange geglaubte These des englischen Arztes William Prout, dass die Atommassen ganze Zahlen sein müssten. Seine Arbeiten legten die Grundlage für das Werk von Dmitri Mendelejew und anderen zum Periodensystem der Elemente. Über 50 Jahre lang blieben die Messungen Stas’ der Standard.
Stas ließ sich 1869 wegen Problemen mit seiner Stimme pensionieren, wurde kurz danach jedoch als Kommissar der belgischen Münze eingesetzt. Von diesem Amt trat er 1872 wegen Differenzen über die Geldpolitik seines Landes zurück. Die Académie royale des Sciences, des Lettres et des Beaux-Arts de Belgique in Brüssel nahm ihn 1841 als Mitglied auf. Seit 1859 war er auswärtiges Mitglied der Bayerischen Akademie der Wissenschaften. 1873 wurde er zum korrespondierenden Mitglied der Göttinger Akademie der Wissenschaften gewählt. 1879 wurde er zum auswärtigen Mitglied der Royal Society gewählt, 1880 in die Académie des sciences sowie 1891 in die National Academy of Sciences.
Jean Servais Stas starb am 13. Dezember 1891 in Brüssel.

## Jean-Servais-Stas-Medaille der GTFCh
Die 1978 gegründete wissenschaftliche Fachgesellschaft, Gesellschaft für Toxikologische und Forensische Chemie (GTFCh) mit Sitz in Frankfurt am Main, verleiht seit 1979 zunächst jährlich, seit 1989 jedes zweite Jahr einen Preis für „Verdienste um die forensischen Wissenschaften“. Zu Ehren von Jean Servais Stas wurde diese Auszeichnung nach ihm als Jean-Servais-Stas-Medaille benannt.